# Grote of Sint-Maartenskerk (Epe)
De Grote of Sint-Maartenskerk is een gotische pseudobasiliek met een romaanse toren in Epe in de Nederlandse provincie Gelderland.
De kerk werd in de eerste helft van de 12de eeuw gebouwd, waarschijnlijk op de plek van een houten voorganger. Uit de beginperiode dateren de tufstenen onderste geledingen van de toren. In de 13de eeuw werd deze toren verhoogd en in de 15de eeuw gebeurde dat opnieuw, nadat de kerk achtereenvolgens van een nieuw koor en een nieuw schip was voorzien en daarmee zijn huidige pseudobasilicale vorm had gekregen.
De kerk beschikt over een orgel uit 1809 van de hand van Abraham Meere. Uit de tijd voor de reformatie dateren gewelfschilderingen in de noordbeuk en de 15de-eeuwse doopvont. Van vlak erna dateert het eikenhouten koorhek, dat sinds de laatste restauratie weer op zijn oorspronkelijke plek staat.
De kerk van Epe fungeerde aanvankelijk als moederkerk van de kerken van Hattem, Heerde en Vorchten, die in 1176 door de Utrechtse bisschop Godfried van Epe werden losgemaakt. Vaassen en Oene bleven ook daarna ondergeschikt aan Epe. In 1598 ging Epe over op het protestantisme. Tegenwoordig is de kerk in gebruik bij de Hervormde Gemeente Grote Kerk (PKN).
Tussen 1961-62, tussen 1993-94 en tussen 2010-12 onderging de kerk restauraties. De toren werd in 2017 gerestaureerd.